# فابیولا ایبارا
فابیولا ایبارا (انگلیسی: Fabiola Ibarra؛ زادهٔ ۲ فوریهٔ ۱۹۹۴) بازیکن فوتبال اهل مکزیک است.
از باشگاه‌هایی که در آن بازی کرده‌است می‌توان به باشگاه تیخوانا اشاره کرد.
وی همچنین در تیم‌های ملی فوتبال زنان مکزیک بازی کرده‌است.